# 無極五母
無極五母（むきょくごぼ）は、中国道教を尊奉する最高位の5人の女神たち。「五老母娘（ごろうぼにゃん）」とも呼ばれる。
五旨（玉旨、懿旨、佛旨、道旨、聖旨）をモチーフにして、瑤池聖母・黎山老母・九天道母・准胝仏母・虚空地母を指す。